# 北秋田市立合川小学校
北秋田市立合川小学校（きたあきたしりつあいかわしょうがっこう）は、秋田県北秋田市李岱（旧合川町）にある公立小学校。本項目では、旧合川町に存在した小学校の歴史も含めて解説する。

## 学校概要
教育目標
「ともに 光りかがやく ～ ココロネを地域に発信 ～」
校歌
- 作詞 - 三浦 栄一（初代校長）
- 作曲 - 木村 孝明

## 沿革

### 北秋田市立合川北小学校
- 1874年11月7日 - 木戸石学校創立。
- 1875年 - 増沢・麻生に分教室を置く。
- 1880年12月 - 木戸石小学校に改称。
- 1888年4月 - 通学区域を木戸石・八幡岱・増沢・麻生・羽根山の六部落[注釈 1]とする。増沢分教室を廃止し羽根山に置く。
- 1889年4月1日 - 町村制施行に伴い、麻生が七座村、羽根山が落合村に編入される。木戸石簡易小学校に改める。
- 1892年 - 大野村が上大野村と下大野村に分村されたことに伴い、通学区域を増沢・木戸石・八幡岱とする。
- 1900年 - 木戸石尋常小学校に改名。
- 1911年 - 高等小学校を併設。
- 1941年4月1日 - 木戸石国民学校に改名。
- 1947年4月1日 - 下大野小学校に改名。
- 1955年3月31日 - 合併に伴い、合川町立合川北小学校に改名[1]。
- 2005年3月22日 - 合併に伴い、北秋田市立合川北小学校になる。
- 2015年3月31日 - 閉校。

### 北秋田市立合川東小学校
- 1875年4月24日 - 上杉学校開校。
- 1886年 - 上杉尋常小学校に改称。
- 1888年 - 上杉簡易小学校に改称（～1892年）。
- 1895年 - 高等小学校を併設。
- 1941年4月1日 - 上大野国民学校に改名。
- 1947年4月1日 - 上大野小学校に改称。
- 1955年3月31日 - 合併に伴い、合川町立合川東小学校に改名[2]
- 2005年3月22日 - 合併に伴い、北秋田市立合川東小学校になる。
- 2015年3月31日 - 閉校。

### 北秋田市立合川西小学校
- 1874年11月17日 - 李岱学校創立。村社社殿をもって校舎に充てる。
- 1884年 - 羽根山・根田に分校を設置。
- 1887年4月1日 - 李岱・福山・新田目・川井四ヶ村組合立の李岱尋常小学校となる。
- 1889年
  - 2月10日 - 川井に分校を設置。
  - 4月1日 - 町村制施行に伴い川井分校を分離。李岱簡易小学校に改称（～1892年）。
- 1901年 - 高等小学校を併設。
- 1941年4月1日 - 落合国民学校に改名。
- 1947年4月1日 - 落合小学校に改称。
- 1955年3月31日 - 合併に伴い、合川町立合川西小学校に改名[3]
- 2005年3月22日 - 合併に伴い、北秋田市立合川西小学校になる。
- 2012年3月31日 - 閉校。

### 北秋田市立合川南小学校
- 1875年6月2日 - 三木田学校創立。
- 1876年 - 三里を分離し三里学校を設置。
- 1878年5月3日 - 鎌沢学校創立。
- 1883年4月 - 三木田学校が鎌沢小学校三木田分校となる。
- 1884年5月 - 三木田分校を廃止、鎌沢小学校に合併。鎌沢尋常小学校と称す。
- 1889年4月 - 三木田に本校を置き下小阿仁簡易小学校と称す。
- 1891年
  - 5月19日 - 鎌沢・根田に分校を置く。
  - 12月8日 - 両分校を廃止。
- 1892年 - 鎌沢・根田に尋常小学校を設置。
- 1902年5月23日 - 高等小学校併設。
- 1929年 - 鎌沢・根田両尋常小学校を廃止、分教場とする。
- 1941年4月1日 - 下小阿仁国民学校に改称。
- 1947年4月1日 - 下小阿仁小学校に改称。
- 1955年3月31日 - 合併に伴い、合川町立合川南小学校に改名[4]
- 1983年5月26日 - 男鹿半島への遠足中、日本海中部地震発災による津波に巻き込まれ、児童13人が死亡する[5]。
- 2005年3月22日 - 合併に伴い、北秋田市立合川南小学校になる。
- 2012年3月31日 - 閉校。

### 北秋田市立合川小学校
- 2012年（平成24年）4月5日 - 先行して合川西と合川南の２校を統合し旧合川西小学校の校舎を使用して合川小学校として開校[6]。
- 2015年（平成27年）4月1日 - 合川東小学校と合川北小学校が加わり、新生合川小学校誕生。
- 2015年（平成27年）4月8日 - 新校舎竣工式[7]。

## 通学区域
- 道城、上杉、下杉、新田目、川井、福田、根田、羽根山
- 鎌沢、三木田、三里、芹沢、八幡岱新田、木戸石、増沢[8]

## 進学先中学校
- 北秋田市立合川中学校

## 周辺の主な施設
- 北秋田市立合川中学校
- 北秋田市立合川体育館
- 北秋田市合川保健センター

## 交通
- 秋田内陸線 合川駅より徒歩で約22分
- 秋北バス 「合川中学校前」バス停より徒歩で約6分

## 主な卒業生
前身の小学校を含む。
- 畠山義郎（木戸石尋常小学校） - 元下大野村村長・合川町町長・詩人。